# آب‌پیمایان چارشانه
آب‌پیمایان چارشانه (نام علمی: Veliidae) نام یک تیره از فروراسته آب‌پیماریختان است.